# コバヤシマル
コバヤシマル (Kobayashi Maru) は、アメリカのSFテレビドラマ『スタートレック』シリーズの劇場版第2作『スター・トレック2 カーンの逆襲』および第11作『スター・トレック』に登場する架空の宇宙艦。ただし宇宙艦隊アカデミーの学生訓練プログラム「コバヤシマル・シナリオ」内に登場する船であり、作品世界内においても架空の存在である。

## コバヤシマル・シナリオ
訓練生の指揮する連邦宇宙艦が救難信号を受信、民間の貨物船コバヤシマルがクリンゴン帝国との緩衝宙域近くで故障しクリンゴン帝国側へ漂流していくという想定のシミュレーションプログラム。訓練生らは宇宙艦隊規約に則り、宇宙艦の指揮官およびブリッジ士官としてコバヤシマルを救助しなければならない。ただしそのためには緩衝宙域を超えクリンゴン領域を侵犯することとなる。クリンゴンに見つからないようコバヤシマルを救助する必要があるが、どう行動してもクリンゴンに見つかり、武装した多数のクリンゴン艦隊からの猛攻撃を受けてしまう。
実はこのシミュレーションは絶対にクリアできないプログラムであり、候補生がどんな行動をとろうともコバヤシマル救出に失敗し、自身の指揮する船も壊滅する。
候補生が「絶望的な状況を打開できるかどうか」ではなく、「絶望的な状況に置かれたときどんな反応を示すか、最後まで的確な対応がとれるかどうか」を見極めるためのテストである。

## コバヤシマルとカーク
艦隊アカデミーの歴史上、コバヤシマル・シナリオに勝ってしまった唯一の候補生がジェームズ・T・カークである。このことは『スタートレックII』でも言及されており、彼が勝てたのは試験の前日に実習室へ侵入し、シミュレーション用のプログラムを書き換えていたため。『スタートレックII』（映画版、小説版）では「教官から独創的だと評された」「その行動を評価すべきか処罰すべきかを悩み、コインを投げて決めた」とのセリフも登場する。なお、「コバヤシマル・シナリオは決して勝てないようになっている」ことは本来候補生には知らされていないはずであり、カークがなぜそれを知っていたかは不明。
過去が書き換えられた世界を基にした、2009年公開の『スター・トレック』では、実際にシミュレーションプログラムの書き換えを行う様子が描かれた。この作品のスポックは、このテストを「避けられぬ死を潔く受け入れることができるかどうかのテスト」だと解して「死を（避けようとさえせずに）潔く受け入れる」選択をしており、両者の人となりの差を端的に表すことにもなった。艦隊アカデミーはこのカークの行為を重く受け止め、審問会を開き、彼を謹慎処分とした。
『スター・トレック』では、カークは過去に2度コバヤシマル・シナリオに挑戦したとされ、その経験から「わざと攻略不可能に設定されている」という内幕に勘づいた可能性もある。

## コバヤシマルのボードゲーム
ウェストエンドゲームズから出版された『スタートレック3』というソリテアゲームを3点集めたゲームの一つに『コバヤシマル』がある。「スタートレック」という架空世界の「コバヤシマルシミュレーション」という模擬演習のボードゲームという多重にメタフィクショナルなゲームである。
ソロプレイゲームの常として、確率的に分が悪い状況に立ち向かう設定だが、映画のようにインチキをしないと絶対に勝てないというようなことはない。

## 類似のシチュエーション、または名称

### テレビドラマ
- 『新スタートレック』
  - ディアナ・トロイの指揮官適性試験のエピソードで、似たような「“一見”生還不能のミッション」が描かれている。こちらの試験課題は「艦を救うため、部下の1人が確実に死ぬような命令を下せるかどうか」であった。
- 『スタートレック:ヴォイジャー』
  - トゥヴォックが元マキのクルーを訓練するため、似たようなシナリオのプログラムを使用している。このプログラムでは、8人の生存者がいるフェレンギ船を救出する直前、プレイヤーの艦はロミュランの戦艦に遭遇。プレイヤーの選択によっては戦闘に陥り、全滅するシナリオである。
- 『スタートレック:ディスカバリー』
  - シーズン4エピソード1『コバヤシマル』(原題 Kobayashi Maru)において、制御不能な回転をする宇宙ステーションから危険を冒して乗員を救出しようとするエピソードがこのタイトルである。
- 『スティングレイ』
  - 名前は異なるが、エピソード『サイクロン・ジェット機出動』でフィッシャー少尉がスティングレイ乗務員になるために受けるテストが、「絶対失敗するミッション」であった。
- 『CSI:科学捜査班』
  - 生化学修士号を持つ分析官デヴィッド・ホッジスの飼い猫の名前。シーズン7第16話では、「Mr.K、またの名をコバヤシマル。スタートレックの……」という台詞もある。
- 『NCISシーズン12』
  - 第5話「乗っ取られた貨物船」において、NCISの新任捜査官であるエレノア・ビショップが受けた訓練について先輩捜査官であるティモシー・マクギーが「コバヤシマル」だと解説している。ビショップも映画を見て意味を知るが……
- 『クワンティコ/FBIアカデミーの真実』
  - 第16話「黒幕の狙い」において、研修生の授業でハイジャックの演習が行われ、演習の最後に「コバヤシマル」だと説明される。

### 映画
- 『戦国自衛隊1549』
  - 名前は異なるが、鹿島勇祐は演習シナリオ「D-3」をプログラムを変える形で攻略する。なお、スタッフは「スタートレックからネタをいただいた」と公言している。
- 『GODZILLA』
  - 冒頭でゴジラに襲われる日本漁船の名前が「小林丸」となっている。

### 漫画
- 『陸軍中野予備校』
  - 主人公、酢堂大雑の愛犬の名前が「コバヤシ丸」である。同作にはジェネシス軟膏といったアイテムも登場するため、『スタートレック』に由来することがうかがえる。

- 『機動戦士ガンダムF90』
  - 地球連邦軍のジュピトリス級超大型輸送艦「コバヤシ丸」が登場。火星独立ジオン軍によって「輸送艦コバヤシ丸」が撃沈されるという設定である。

### 小説
- 『レッドサン ブラッククロス』
  - 第2巻に日本船籍のタンカー「コバヤシマル」が登場する。

- 『シンギュラリティ・トラップ』
  - 勝利不可能なゲームの例としてスタートレックの「コバヤシマル」が引用され、作中で登場人物が「前提そのものを覆す」第3の選択肢をコバヤシマル的な解決策、と呼ぶ。

### ゲーム
- 『Star Trek Online』
  - ゲーム内のミッションの一つに「No Win Scenario」というミッションが登場する。これは四方八方から襲撃してくる敵の大群から中心の民間船を守るという内容である。これにクリアすると、「Kirk's Protégé(カークの弟子)」という称号が貰える。

### テレビアニメ
- 『機動戦士Gundam GQuuuuuuX』
  - 第6話でアマラカマラ商会がイズマ・コロニーに空調機（エアコンディショナー）を搬入した輸送船の船名として登場。輸入（納税）申告書の積載船（機）名の欄に記載がある。

### 実在の船舶
- 『60,000重量トン型ばら積み貨物運搬船「コバヤシマル」（KOBAYASHI MARU）』
  - 三井E&S造船が2019年にマーシャル諸島共和国のディレミンシップメント社（Dilemin Shipment Ltd.）向けに建造した貨物運搬船が実在する[1]。